# Alonso de Madrid (mínim)
Alonso de Madrid   (Madrid, c. 1535 - Jerez de la Frontera, 1622) va ser un frare mínim castellà amb fama de virtuós i místic.
Es desconeix la data de naixement, segons la font, seria el 1525 o 1535, d'acord amb l'any de mort. Fill d'una rica família noble, en la seva joventut es trobava estudiant a la Universitat de Salamanca, quan el 1565 va decidir prendre l'hàbit de l'orde dels Mínims de Sant Francesc de Paula en el convent de Còrdova. Finalment, va professar a Écija el 15 d'agost de 1566, tot i que va viure durant trenta-tres anys i fins a la seva mort en el convent de l'orde a Jerez de la Frontera.
En acabar el noviciat, va ser conegut per la seva fama de virtuós i per la seva santedat, la crònica de la seva ordre el considera recollit, obedient, tranquil i dedicat de manera contínua a la contemplació. Hom afirma que va comunicar diverses vegades amb Déu, i que segons sembla l'havien parlar a la seva cel·la, la qual s'hauria il·luminat amb resplendors divins. Va morir el 1622 amb 86 anys, havent estat cec durant els darrers catorze. Malgrat aquest impediment físic, no va deixar d'assistir mai al cor ni als actes de la comunitat. En el seu llit de mort, va dir al seu confessor que havia sentit la presència de sant Francesc de Paula al seu costat. Hom afirma que les seves restes van ser enterrades a Écija.